# دنیای مشترک
دنیای مشترک یا جهان مشترک (به انگلیسی: shared universe) یک جهان خیالی از یک مجموعه اثر خلاق است که یک یا چند نویسنده (یا هنرمند دیگر) به صورت مستقل اثراتی را ارائه می‌دهند که می‌توانند به تنهایی ایستادگی کنند اما در توسعه مشترک داستان، شخصیت‌ها یا دنیای پروژه کلی جای می‌گیرند. این مفهوم در ژانرهایی مانند علمی-تخیلی رایج است. این از نوشتن همکاری متمایز است که در آن چندین هنرمند به طور همزمان روی یک اثر کار می‌کنند و از معترضات مستقل که در آن اثرات و شخصیت‌ها مستقل از یکدیگر هستند جدا می‌شود.
اصطلاح جهان مشترک نیز در داخل کمیک‌ها برای نمایان سازی میلیو فضای کلی که توسط ناشر کتاب‌های کمیک ساخته شده است و شخصیت‌ها، رویدادها و پیشفرض‌ها از یک خط تولید در خطوط تولید دیگر در یک فرنچایز رسانه‌ای ظاهر می‌شوند. نوع خاصی از جهان مشترک که در تنوع رسانه‌های مختلف (مانند رمان‌ها و فیلم‌ها) منتشر می‌شود و هرکدام به رشد، تاریخ و وضعیت محیط کمک می‌کنند، به عنوان "محیط سرگرمی خیالی" نامیده می‌شود.
این اصطلاح همچنین به معنی گسترده‌تر، در یک معنای غیر ادبی برای انتقال تشابه‌های بین رشته‌ای یا اجتماعی استفاده شده‌است، اغلب در زمینه‌ای از "جهان مشترک گفتمان". 